# Pop It Rock It 2: It's On!
Pop It Rock It 2: It's On! (Pop Hits 2010 en Estados Unidos) es el segundo álbum compilación de música usada en Disney Channel Original Series, Disney Channel Original Movies y también de algunos artistas de Hollywood Records. Fue lanzado en junio de 2010 también en versión DVD.

## Lista de temas
| N.º | Título                                                                                       | Recording Artist(s) | Duración |  |
| 1.  | «Party in the U.S.A» (Miley Cyrus de The Time of Our Lives)                                  |                     | 3:23     |  |
| 2.  | «Who I Am» (Nick Jonas & The Administration de Who I Am)                                     |                     | 4:05     |  |
| 3.  | «Low Day» (Capra de Skyrunners)                                                              |                     | 3:18     |  |
| 4.  | «Shout It» (Mitchel Musso)                                                                   |                     | 3:37     |  |
| 5.  | «He Could Be The One» (Miley Cyrus de Hannah Montana)                                        |                     | 3:00     |  |
| 6.  | «A Different Side Of Me» (Allstar Weekend)                                                   |                     | 3:10     |  |
| 7.  | «Here We Go Again» (Demi Lovato de Here We Go Again)                                         |                     | 3:46     |  |
| 8.  | «Give Love A Try» (Jonas Brothers de JONAS)                                                  |                     | 3:22     |  |
| 9.  | «Magic» (Selena Gomez de Wizards of Waverly Place: The Movie)                                |                     | 2:49     |  |
| 10. | «Qué Harías Tú Por Mí» (Varios artistas de Cambio de clase)                                  |                     | 2:06     |  |
| 11. | «I Gotta Find You» (Joe Jonas de Camp Rock)                                                  |                     | 4:02     |  |
| 12. | «Lo Que Soy» (Demi Lovato)                                                                   |                     | 3:28     |  |
| 13. | «Let's Get Crazy» (Miley Cyrus de Hannah Montana)                                            |                     | 2:36     |  |
| 14. | «Every Part Of Me» (Miley Cyrus de Hannah Montana)                                           |                     | 3:31     |  |
| 15. | «What Time Is It?» (HSM Cast de High School Musical 2)                                       |                     | 3:18     |  |
| 16. | «Can I Have This Dance?» (Vanessa Hudgens y Zac Efron de High School Musical 3: Senior Year) |                     | 4:04     |  |
| 17. | «The Boys Are Back» (Zac Efron y Corbin Bleu de High School Musical 3: Senior Year)          |                     | 3:47     |  |
| 18. | «Starstruck» (Sterling Knight de StarStruck)                                                 |                     | 2:55     |  |
| 19. | «Party Up» (Brandon Mychal Smith de StarStruck)                                              |                     | 3:16     |  |
| 20. | «Something About The Sunshine» (Anna Margaret)                                               |                     | 3:06     |  |
| 21. | «Un Año Sin Ver Llover» (Selena Gomez & The Scene de A Year Without Rain)                    |                     | 3:30     |  |

## Relacionados
- Pop It Rock It!
- DisneyMania Series
- Radio Disney Jams Series
- Disney Channel Playlist y Disney Channel Playlist 2
- Disney Channel Holiday y Disney Channel - Christmas Hits
- Disney Channel Hits: Take 1 y Disney Channel Hits: Take 2
- Los Grandes Éxitos de Disney Channel (The Very Best of Disney Channel)

- Datos: Q5814951